# José Fialho
Dom Frei José Fialho, O. Cist (Vila Nova de Cerveira, 13 de dezembro de 1673 - Lisboa, 18 de março de 1741) foi um prelado português da Igreja Católica, bispo de Olinda, arcebispo de São Salvador da Bahia e Primaz do Brasil e arcebispo-bispo da Guarda.

## Biografia
Em 23 de janeiro de 1696, entra para a Ordem de Cister. Foi nomeado bispo de Olinda por Dom João V em 25 de novembro de 1722, sendo confirmado pelo Papa Bento XIII em 29 de fevereiro de 1725. Foi consagrado em 13 de maio do mesmo ano, sendo seu sagrante o Patriarca de Lisboa, Dom Tomás de Almeida, coadjuvado por Dom João Cardoso Castelo, arcebispo-auxiliar de Lisboa e por Dom José de Jesus Maria Fonseca, O.P., bispo-auxiliar de Évora. Tomou posse da Diocese por procuração em 20 de junho e, em 17 de novembro, deu entrada na Sé. Tido por moralizador e caridoso, como por conta de uma peste que assolou a região durante sua prelazia, ordenou que as boticas aviassem as receitas dos mais necessitados às suas expensas, proibiu a realização de comédias, colóquios, representações e bailes dentro das capelas, igrejas e adros.
Em 26 de julho de 1738, foi elevado à dignidade de arcebispo primaz do Brasil, sendo transferido para a Arquidiocese de São Salvador da Bahia,  dando entrada na Sé em 2 de fevereiro de 1739. Mas, em 30 de outubro do mesmo ano, foi nomeado para a Diocese da Guarda, para onde seguiu em 1741, mantendo ad personam o título de arcebispo.
Morreu em Lisboa, em 18 de março de 1741.